# The Lana Sisters
The Lana Sisters was een Britse meidengroep in de periode 1958-1961.

## Geschiedenis
Iris Chantelle en Lynne Abrams richtten de groep in 1958 op en plaatsten in een krant een advertentie voor een derde zangeres. De toen negentienjarige Mary O'Brien, die 'Shan' genoemd werd en later bekend werd als Dusty Springfield, reageerde daarop en voegde zich na een auditie in de buurt van Leicester Square (Londen) bij het tweetal. Ze namen in totaal zeven singles op, die door het Britse Fontana Records werden uitgebracht. The Lana Sisters toerden door het Verenigd Koninkrijk en traden ook op het vasteland van Europa op. Ze stonden in voorprogramma's van onder anderen Nat King Cole en Cliff Richard.
O'Brien maakte liever andere muziek en verliet in 1960 de groep toen ze door haar broer (Tom Springfield) en Tim Feild gevraagd werd om met hen The Springfields te vormen. Chantelle en Abrams gingen hierna verder als The Chantelles.

## Discografie
- "Chimes of Arcady" met op de B-kant "Ring-A My Phone" (september 1958)
- "Buzzin'" met op de B-kant "Cry, Cry, Baby" (januari 1959)
- "Mister Dee-Jay" met op de B-kant "Tell Him No" (april 1959)
- "(Seven Little Girls) Sitting in the Back Seat" met op de B-kant "Sitting on the Sidewalk" (oktober 1959), met Al Saxon
- "My Mother's Eyes" met op de B-kant "You've Got What It Takes" (januari 1960)
- "Someone Loves You, Joe" met op de B-kant "Tinatarella di Luna (Magic Colour of the Moonlight)" (mei 1960)
- "Two-Some" met op de B-kant "Down South" (november 1960)

Op 23 mei 2011 werd de muziek van The Lana Sisters opnieuw uitgebracht op het compilatiealbum Chantelly Lace: Complete Singles Plus Bonus Tracks.